# Umbanganan Island
Umbanganan Island ist eine unbewohnte Insel im australischen Bundesstaat Western Australia. Sie ist 1,6 Kilometer vom australischen Festland entfernt.
Die Insel ist 2,9 Kilometer lang und 1,6 Kilometer breit. Die Flächenausdehnung beträgt 2,38 km². In der Nähe liegen die Inseln Granite Island, Slade Island und Augustus Island.